# Edgar Raoul-Duval
Edgar Raoul-Duval (Laon, 9 aprile 1832 – Monte Carlo, 10 febbraio 1887) è stato un politico e magistrato francese.

## Biografia

### I primi anni
Edgar Raoul Raoul-Duval nacque il 9 aprile 1832 a Laon, Aisne. Suo padre era Charles-Edmond Raoul-Duval (1807–93), senatore francese dal 1876 al 1879, mentre sua madre era Octavie Say (1804–65), figlia dell'economista Jean-Baptiste Say, e cugina di Léon Say. Edgar crebbe di fede protestante. Sia suo padre che suo nonno furono entrambi magistrati come lui.
Raoul-Duval completò i suoi studi in legge nel 1853 e venne nominato sostituto magistrato a Nantes ancora giovanissimo. L'8 gennaio 1857 a Le Havre sposò Catherine Foerster (1834–1922) dalla quale ebbe quattro figli: Marianne (1857–1940), Valentine (1860–1932), Edmond (1862–1932) e André (1870–1927).
Edgar Raoul-Duval fu quindi avvocato generale ad Angers, a Bordeaux, e dal 1866 al 1870 a Rouen.
Diede le proprie dimissioni il 4 settembre 1870 per registrarsi al foro di Rouen come preludio della sua carriera politica militante.

### La carriera politica

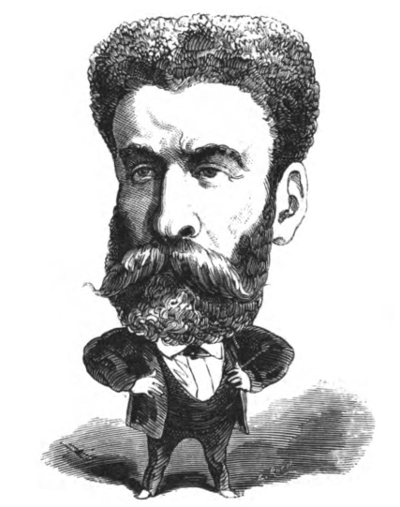
Caricatura di Edgar Raoul-Duval apparsa su Le Trombinoscope nel 1872, eseguita da Georges Lafosse

Raoul-Duval cercò senza successo di essere eletto deputato l'8 febbraio 1871, ma venne poi eletto sul finire di quello stesso anno come candidato conservatore per il dipartimento della Seine-Inférieure.
Fu rappresentante nell'Assemblea Nazionale per la Seine-Inférieure dal 2 luglio 1871 al 7 marzo 1876, e sedette con il gruppo parlamentare dell'Union des Droites. Aderì in seguito al gruppo bonapartista Appel au peuple.
Raoul-Duval fu un deputato particolarmente attivo ed un noto oratore. Egli fece propria la definizione di Montesquieu che riportava nei suoi scritti: "La libertà è il diritto di non fare nulla che la legge proibisca".
Malgrado ciò si attirò delle critiche di inconsistenza nelle sue politiche: "M. Raoul Duval ha modo di intrattenere col suo fuoco, ma manca della persuasione necessaria su un argomento che sostiene... Inizia bene ma finisce pieno di attacchi e di insulti".
Raoul-Duval fu tra i responsabili delle dimissioni del ministro dell'interno Victor Lefranc. Non riuscì invece ad attaccare in maniera decisiva il trattato sottoscritto da Adolphe Thiers con la Germania dopo la fine della guerra franco-prussiana.
Sulle questioni economiche Raoul Duval intervenne sempre difendendo il principio del libero scambio. Si oppose inoltre alle leggi costituzionali e al "gran consiglio" proposto da Albert de Broglie, come pure combatté la proposta di estensione dei poteri al maresciallo MacMahon per sette anni. Da boulangista e bonapartista, chiese più volte l'istituzione di un plebiscito e votò contro le leggi costituzionali il 25 febbraio 1875.
Alle elezioni del 1876 Raoul-Duval venne eletto al secondo turno per Louviers, sempre coi bonapartisti, intervenendo poi più volte sul tema del bilancio. Dopo la crisi del 16 maggio 1877, fu uno degli undici deputati che si astennero dal voto di fiducia al governo Broglie.. Il suo mandato scadde il 25 giugno 1877. Alle elezioni del 14 ottobre 1877, venne rieletto per Louviers, venendo invece sconfitto a quelle del 21 agosto 1881.

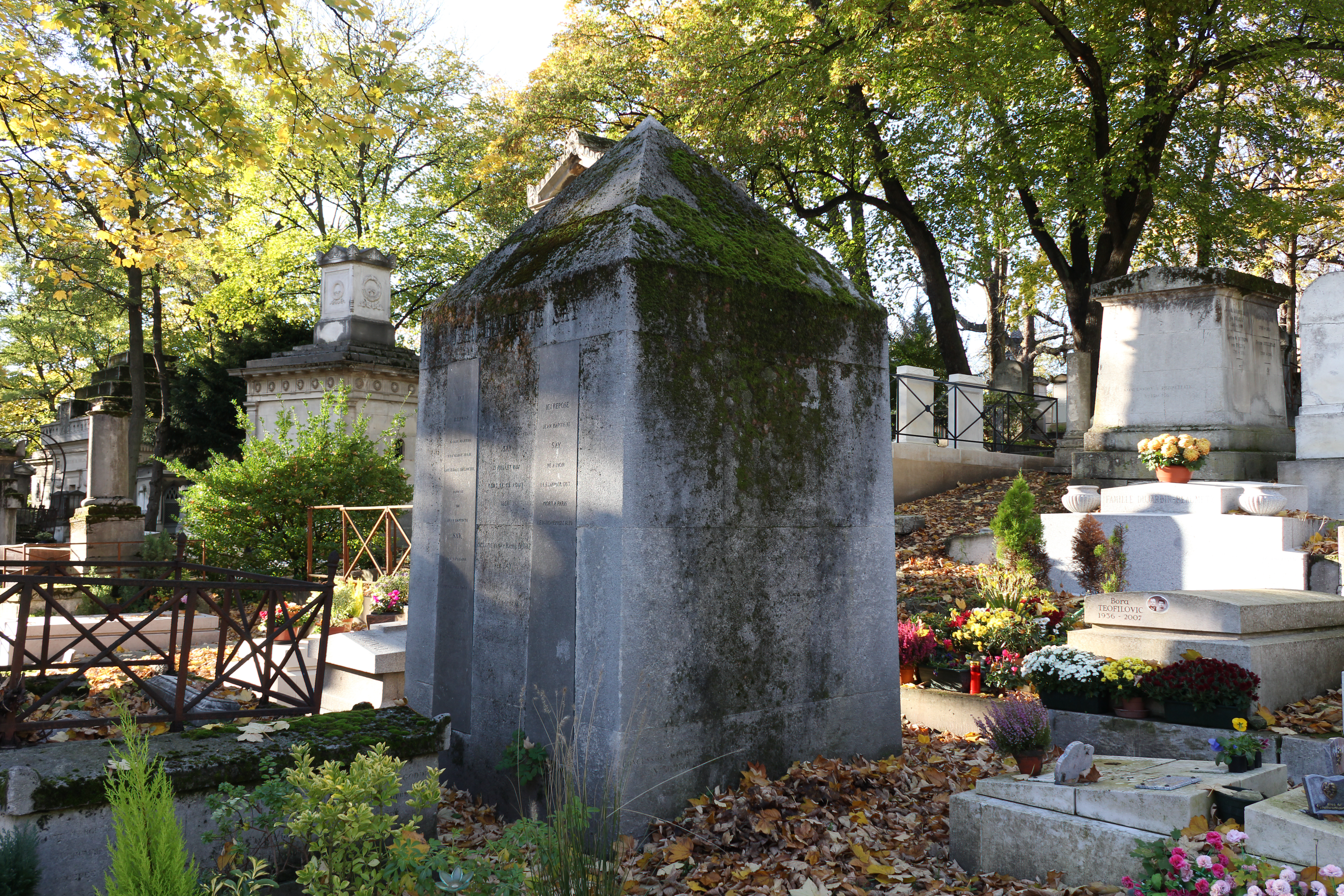
La tomba di Edgar Raoul-Duval nel cimitero di Père-Lachaise a Parigi

Raoul-Duval vinse le elezioni del 25 maggio 1884 per Bernay rimpiazzando Eugène Janvier de La Motte da poco defunto.
Il 4 ottobre 1885 venne eletto nelle liste dei conservatori, ma ruppe definitivamente coi bonapartisti. A metà del 1886 propose a Lucien Millevoye di formare una coalizione che includesse repubblicani conservatori e protestanti, ma l'idea non sortì l'effetto voluto.
Nel 1886 Raoul-Duval divenne membro del comitato centrale dell'associazione Le Volapük che venne autorizzata l'8 aprile di quell'anno per la diffusione della lingua Volapük.
Minato dalla salute malferma, Raoul-Duval si trasferì a Monte Carlo nel dicembre del 1886, morendovi il 10 febbraio 1887 e venendo poi sepolto al cimitero di Père-Lachaise a Parigi. Nel 1890 a Notre-Dame-du-Vaudreuil gli venne dedicata una statua in bronzo..

## Opere
Edgar Raoul-Duval tenne diversi discorsi che vennero pubblicati:
- Edgard-Raoul Duval, Cour impériale d'Angers. Discours prononcé par M. l'avocat général E. Raoul Duval à l'audience solennelle de rentrée du 3 novembre 1864, Angers, impr. de Lainé frères / France. Cour d'appel., 1864,  p. 50.
- Edgard-Raoul Duval, Assemblée nationale. Discours de M. Raoul Duval, député de la Seine-Inférieure, Saint-Germain, France. Assemblée nationale, 1874,  p. 140.
- Edgard-Raoul Duval, Discours prononcé le samedi 8 mai 1875, dans une réunion privée à Belleville, Paris, Lachaud et Cie, 1875,  p. 45.
- Edgard-Raoul Duval, Discours de M. Raoul Duval, député à l'Assemblée nationale, Paris, impr. de A. Dutemple / France. Assemblée nationale, 1876,  p. 208.
- Edgard-Raoul Duval, Proposition de loi sur les établissements de prêts sur nantissement ou monts-de-piété, présentée par M. Raoul Duval,... [31 mars 1876.], Versailles, impr. de Cerf et fils, 1876,  p. 53.
- Edgard-Raoul Duval, Rapport... Budget des dépenses de l'exercice 1877 ; ministère de la Marine et des colonies, Versailles, impr. de Cerf et fils, 1876,  p. 55.
- Edgard-Raoul Duval, Discours de M. Raoul Duval, député de l'arrondissement de Louviers. Sessions législatives 1876–1877, Paris, France. Chambre des députés, 1877,  p. 72.
- Edgard-Raoul Duval e Georges Lachaud, Le Parti national, discours, Paris, V. Daireaux, 1880,  p. 59.
- Edgard-Raoul Duval, Société amicale des anciens élèves des Frères de Bernay. Le Drapeau, Évreux, impr. de C. Hérissey, 1885,  p. 50.